# Friedrich von Steinaecker
Christian Karl Anton Friedrich Freiherr von Steinaecker (* 25. Februar 1781 in Brumby; † 11. März 1851 in Halle (Saale)) war ein preußischer General der Infanterie.

## Leben

### Herkunft
Die Familie Steinaecker stammt aus Westfalen und schon Johann Georg von Steinaecker (1690–1729) starb als preußischer Kapitän. Friedrich war der Sohn von Friedrich Wilhelm von Steinaecker (1745–1824) und dessen Ehefrau Josepha Henriette Wilhelmine, geborene Freiin von Blomberg (* 4. Mai 1749; † 16. Juli 1818). Der Vater war Leutnant a. D., zuletzt im Kürassierregiment „von Dalwig“, sowie Landrat im Kreis Calbe und Herr auf Brumby. Sein Bruder Heinrich (1782–1862) war Oberst z.D. und zuletzt Kommandant von Kolberg. Sein jüngerer Bruder Heinrich Bruno (1788–1861) wurde Generalmajor.

### Militärlaufbahn
Steinaecker wurde zu Hause erzogen und trat am 1. Februar 1795 als Gefreitenkorporal in das Infanterieregiment des Prinzen Louis Ferdinand ein. Dort avancierte er im Oktober 1797 zum Sekondeleutnant. In den Jahren 1803/05 war Steinaecker Adjutant des Prinzen. Während des Vierten Koalitionskrieges kämpfte er in der Schlacht bei Auerstedt und kam nach dem Frieden von Tilsit Mitte September 1807 als Premierleutnant zum Korps Blücher. Ende des Jahres wurde Steinaecker in das 1. Pommersche Infanterie-Regiment versetzt. Am 4. Mai 1812 stieg er zum Stabskapitän auf und nahm im gleichen Jahr während des Russlandfeldzuges an den Kämpfen bei Eckau teil. Für das Gefecht bei der Försterei Klievenhof wurde er mit dem Orden Pour le Mérite ausgezeichnet.
Am 20. April 1813 wurde Steinaecker als Kapitän und Kompaniechef in das 5. Reserve-Regiment versetzt. Während der Befreiungskriege erwarb er in der Schlacht bei Großbeeren das Eiserne Kreuz II. Klasse und für Dennewitz bekam er eine Belobigung. Außerdem nahm er am Gefecht bei Coswig teil. Mit seiner Beförderung zum Major wurde Steinaecker am 20. Dezember 1813 in das 5. Westpreußische Landwehr-Infanterie-Regiment versetzt. Daran schloss sich vom 14. März 1814 bis zum 17. März 1816 eine Verwendung im 4. Infanterie-Regiment an. Anschließend war er im 2. Garde-Regiment zu Fuß tätig und wurde am 20. Juni 1817 als Kommandeur in das 34. Infanterie-Regiment versetzt. In gleicher Eigenschaft war Steinaecker ab dem 17. März 1820 für zwei Jahre im 35. Infanterie-Regiment. Mit Patent vom 9. April 1822 wurde er am 30. März 1822 zum Oberstleutnant befördert und zum Kommandeur des 36. Infanterie-Regiments ernannt. Am 18. Juni 1826 erhielt er das Dienstkreuz. Am 30. März 1828 wurde er dann Oberst mit Patent vom 4. April 1828. Am 30. März 1829 kam Steinaecker als Kommandeur in das 22. Infanterie-Regiment. Fünf Jahre später erfolgte seine Ernennung zum Kommandeur der 15. Landwehr-Brigade und am 30. März 1835 seine Beförderung zum Generalmajor. Am 30. März 1840 beauftragte man Steinaecker mit der Führung der 10. Division und ernannte ihn gleichzeitig zum Ersten Kommandanten von Posen. Seine Ernennung zum Divisionskommandeur erfolgte am 10. September 1840 und am 22. März 1843 avancierte er zum Generalleutnant. Anlässlich seines 50-jährigen Dienstjubiläums ehrte ihn König Friedrich Wilhelm IV. durch die Verleihung des Roten Adlerordens I. Klasse mit Eichenlaub. Am 30. Mai 1850 nahm Steinaecker unter Verleihung des Charakters als General der Infanterie seinen Abschied mit der gesetzlichen Pension. Er starb am 11. März 1851 in Halle.
General Peter von Colomb schrieb 1847 über den Generalleutnant: „Als Mensch und Soldat gleich achtungswert, ist er pflichttreu im äußersten Sinne des Wortes, umsichtig, sehr selbständig und entschlossen. Durch diese Eigenschaften, welche sich mit einer guten Bildung, Geschäftskenntnis und so klaren als praktischen militärischen Ansichten vereinigen, übt er einen in allen Beziehungen vortrefflichen Einfluß auf seine Untergebenen und füllt seine Stellung in vollstem Maße aus. Die umsichtige Tätigkeit, mit der er während der letzten unruhigen Begebenheiten über die Sicherheit der Stadt und Festung machte, ist nicht genug zu loben. Zu einer höheren Stellung ist er vollkommen geeignet.“

### Familie
Steinaecker heiratete am 22. November 1826 in Darmstadt Gerhardine Henriette Freiin von Gall (* 10. Mai 1803; † 31. Januar 1877). Das Paar hatte mehrere Kinder:
- Karl Bruno Friedrich Wilhelm (* 25. Oktober 1827; † 27. März 1883), preußischer Oberst ⚭ Ehrengard von Graevenitz (* 24. März 1839; † 7. Oktober 1903)
- Gerhardine Luise Josephine (* 8. Oktober 1828; † 10. April 1896) ⚭ 7. Mai 1847 Karl von Grolmann (* 23. Oktober 1824; † 18. Mai 1895), Rittmeister, Sohn des Generals Karl von Grolmann
- Karoline Luise Gerhardine Anna (* 7. Juli 1835; † 30. September 1835)
- Heinrich Adolf Friedrich Ferdinand (* 16. Juli 1837; † 21. März 1885), Direktor der Provinzial-Arbeitsanstalt in Tost ⚭ 1762 Luise Ernestine Henriette Karoline von Trützschler von Falkenstein (* 7. März 1840; † 21. Oktober 1889), Tochter Magarethe heiratet Leopold Siemens (* 29. Mai 1847; † 30. Dezember 1925), General der Infanterie
- Karl Otto (* 14. August 1839; † 22. Oktober 1840)
- Marie Hedwig Gerhardine (* 25. Juli 1843; † 16. Mai 1913) ⚭ 1865 Leopold Witte (* 9. Juni 1836; † 2. Dezember 1921), Pastor in Köthen